# Warzenkopf
Der Warzenkopf oder Kahlkopfwürger (Pityriasis gymnocephala) ist die einzige Art in der Familie der Warzenköpfe aus der Ordnung der Sperlingsvögel. Die Vögel werden etwa 25 cm groß und sind auf Borneo endemisch.

## Merkmale
Es sind große, schwärzliche Vögel mit rot gefärbtem Kopf und stämmigem Körper. Oberhalb der Augen ist der Kopf mit dicken haarähnlichen und gelb gefärbten Hautauswüchsen bedeckt. Die Geschlechter sind einander sehr ähnlich; Weibchen haben etwas mehr rot gefärbte Federn auf der Brust. Die Flügel sind lang und breit und am Ende abgerundet. Der Kopf ist relativ zum Rumpf groß, der Hals ist kurz und dick. Der kräftige Schnabel endet in einer hakenförmigen Spitze. Beine und Zehen sind kurz und kräftig.

## Lebensraum und Lebensweise
Der Warzenkopf lebt in Torfmoorwäldern, Mangroven, Primärwäldern, Bergwäldern und Akazienplantagen. Er ernährt sich von großen Insekten, wie Laubheuschrecken, Zikaden und Stabheuschrecken, anderen Wirbellosen und kleinen Wirbeltieren, z. B. Echsen und Frösche. Außerdem werden in kleinen Mengen Früchte verzehrt. Über die Brutbiologie der Vögel ist bisher so gut wie nichts bekannt. Die nasalen und gutturalen Töne der Vögel erinnern an Amphibienrufe.

## Systematik
Der Warzenkopf wurde 1836 durch den niederländischen Zoologen Coenraad Jacob Temminck erstmals wissenschaftlich beschrieben. Im Jahr 1839 führt der französische Naturforscher. René Primevère Lesson die Gattung Pityriasis für die Art ein, die seitdem monotypisch geblieben ist. Die Verwandtschaftsbeziehungen der Art waren lange umstritten und im Laufe der Jahre wurde der Warzenkopf sieben verschiedenen Vogelfamilien zugeordnet, darunter den Würgern (Laniidae), den Schwalbenstarverwandten (Artamidae), den Staren (Sturnidae), den Timalien (Timaliidae) und den Vangawürgern (Vangidae). 1951 stellten der deutsch-amerikanischer Biologe Ernst Mayr und der US-amerikanische Ornithologe Dean Amadon die Familie Pityriaseidae ein. Nach neueren (2006) Erkenntnissen stellt man sie in die Nähe der Ioras (Aegithinidae), Buschwürger (Malaconotidae) und Afrikaschnäpper  (Platysteiridae) in die Überfamilie Corvoidea, die zu den Singvögeln gehört.